# Tony Hollingsworth
1. تحويل توني هولينجسورث

هذه صفحة لأحد أسماء الشخصية المذكورة أعلاه أو ألقابها أو لكنية من كُناها، وهي تحوَّل آلياً من يبحث عنها إلى صفحة Tony Hollingsworth.